# Ooencyrtus venatorius
Ooencyrtus venatorius is een vliesvleugelig insect uit de familie Encyrtidae. De wetenschappelijke naam is voor het eerst geldig gepubliceerd in 1976 door De Santis & Vidal Sarmiento.